# Vareniclin
Vareniclin ist ein Arzneistoff, der zur Raucherentwöhnung angewendet wird. Seine Wirkung entfaltet dieser Wirkstoff wie auch das strukturähnliche Cytisin, ein Alkaloid des Goldregens, an den Rezeptoren des Nicotins (Nicotin-Rezeptoren). Es ist als Tartrat in den USA unter dem Markennamen Chantix zugelassen. Seit Oktober 2006 ist das Medikament auch in Europa zugelassen und wird unter dem Namen Champix vertrieben. Der Pharmakonzern Pfizer vermarktet den Wirkstoff seit dem 1. März 2007 in Deutschland. 2021 nahm Pfizer das Mittel vom Markt und kündigte umfassende Prüfungen an. Seit 2024 ist es mit dem Wirkstoff Vareniclin-Citrat seitens der Firma Ratiopharm als Vareniclin-ratiopharm in gleicher Dosierung, wie Champix auf dem Markt.
Vareniclin wurde 2021 in die Liste der unentbehrlichen Arzneimittel der Weltgesundheitsorganisation aufgenommen.

## Pharmakologie

### Wirkmechanismus
Vareniclin ist ein Partialagonist an Nicotinrezeptoren des Subtyps α4β2, der für eine suchterzeugende Wirkung des Nicotins mitverantwortlich zu sein scheint. Als Partialagonist stimuliert es einerseits den Rezeptor teilweise, wodurch die Entzugssymptome der Raucherentwöhnung minimiert werden, und andererseits hemmt es die Effekte extern zugefügten Nicotins, womit zusätzliches Rauchen effektlos würde.

### Nebenwirkungen
Unter der Anwendung von Vareniclin können häufig Übelkeit, Kopfschmerz, Erbrechen, Blähungen und Schlafstörungen auftreten. Manche Patienten leiden unter Somnolenz (Benommenheit) und Vertigo (Schwindel), was zu einer Beeinträchtigung beim Autofahren oder beim Bedienen von Maschinen führen kann.
Ebenso wurde über abnormes Träumen, Geschmacksstörungen und weitere Nebenwirkungen berichtet. Fälle von Depression, Selbstmordgedanken und Selbstmord, Aggressivität und auffälligem Verhalten unter Vareniclin sind dokumentiert. Weltweit kam es 2008 zu 39 vollendeten Suiziden von mit Vareniclin behandelten Patienten, wovon allerdings, wie die amerikanische Zulassungsbehörde FDA feststellte, 50 % eine psychiatrische Vorgeschichte hatten. Die FDA hat deswegen einen auffälligen Warnhinweis angeordnet. Eine Kohortenstudie stellte in England keinen Unterschied in der Auftrittswahrscheinlichkeit von Depressionen, Suizidgedanken bzw. -versuchen und Suiziden bei der Behandlung mit Vareniclin, Bupropion und Nicotinersatzstoffen fest. Eine Metaanalyse aus 2014 bestätigt, dass keine relevante Suizidgefährdung durch diese Substanzen besteht.
2006 wurde ein Anstieg von Herzinfarkten und Herzrhythmusstörungen unter Vareniclin vermutet. Auch dieser Risikoerhöhung wurde 2014 in einer Metaanalyse widersprochen.

### Wechselwirkungen
Vareniclin kann die Wirkungsweise von verschiedenen Medikamenten beeinflussen:
- Insulin (zur Behandlung von Diabetes mellitus)
- Theophyllin (zur Behandlung von Atemproblemen, beispielsweise bei Asthma bronchiale)
- Warfarin (Arzneimittel zur Gerinnungshemmung)
- Cimetidin (bei säurebedingten Magenbeschwerden)

Zudem kann das Mittel in Einzelfällen die Wirkung von Alkohol verstärken. In einigen Fällen der FDA Adverse Event Reporting System (FAERS) Datenbank ist aufgeführt, dass Patienten eine verringerte Toleranz gegenüber Alkohol mit erhöhter Trunkenheit, aggressives oder ungewöhnliches Verhalten aufwiesen.

## Chemie

### Synthese
Vareniclin tartrat kann in einer dreistufigen Synthese aus Benzazepin hergestellt werden. Diese Synthese verläuft über eine Dinitrierung des aromatischen Systems, eine Reduktion der Nitrogruppen und eine Kondensation mit Glyoxal.

## Handelsnamen
Monopräparate
CHAMPIX (D)